# 요도
요도(尿道, urethra)는 방광에 모인 오줌을 몸 밖으로 배출하는 기관으로 오줌길이라고도 한다.
신장에서 만들어진 오줌은 수뇨관을 통해 방광에 저장되어 있다가 일정한 양이 되면 요도를 통해 배출되며 여성의 요도는 오줌의 배출통로로만 사용된다. 하지만 이와 달리 남성의 요도는 전립선 부분에서 정자를 운반하는 사정관과 합쳐져서 정액의 통로 역할을 하며 동시에 오줌의 배출구 역할을 수행한다.
요도는 남성과 여성이 현저하게 다른 경로를 갖고 있다. 여성의 경우는 전체 길이가 3-4cm로, 질(膣) 안쪽 벽을 따라 직진하여 질 전정으로 열린다. 개구부(외요도구) 주위에 가로무늬근성의 외요도괄약근이 있다. 남성은 방광을 나오자마자 전립선 속으로 들어가 그 중앙을 관통하여 아래쪽 끝에 닿으면 약 45도 전방으로 구부러져 음경의 요도 해면체에 들어가 음경의 아래쪽을 따라 나아가 귀두(龜頭) 끝으로 열린다. 그래서 전체 길이가 15-18cm나 되는데, 음경에 이르기 직전까지는 약 3cm로, 여성의 요도와 거의 같은 길이이다. 음경 내부의 요도는 원래는 생식 물질(정액)을 내보내는 관인데, 이것을 비뇨기가 빌려서 오줌을 내보낸다. 남성의 외요도 괄약근은 전립선 바로 밑의 요도 주변에 있다. 요도의 점막은 이행 상피가 아니다. 또 원래의 요도가 있던 부분에는 근육층이 있는데, 음경 속의 요도에는 근육이 없다.
남성의 요도는 평균적인 길이가 약 20cm이며 음경을 통하여 외(外)요도 구멍을 끝으로 위치한다. 여성의 요도는 평균적인 길이가 5cm로 매우 짧으며 질의 앞 벽을 따라 내려와서 외(外)요도 구멍을 끝으로 위치한다.

## 같이 보기
- 오줌
- 요도구멍
- 정액
- 쿠퍼액